# Bredbladig vårärt
Lathyrus venetus är en ärtväxtart som först beskrevs av Philip Miller, och fick sitt nu gällande namn av Rudolf Wohlfarth. Enligt Catalogue of Life ingår Lathyrus venetus i släktet vialer och familjen ärtväxter, men enligt Dyntaxa är tillhörigheten istället släktet vialer och familjen ärtväxter. Arten har ej påträffats i Sverige. Inga underarter finns listade i Catalogue of Life.

## Bildgalleri

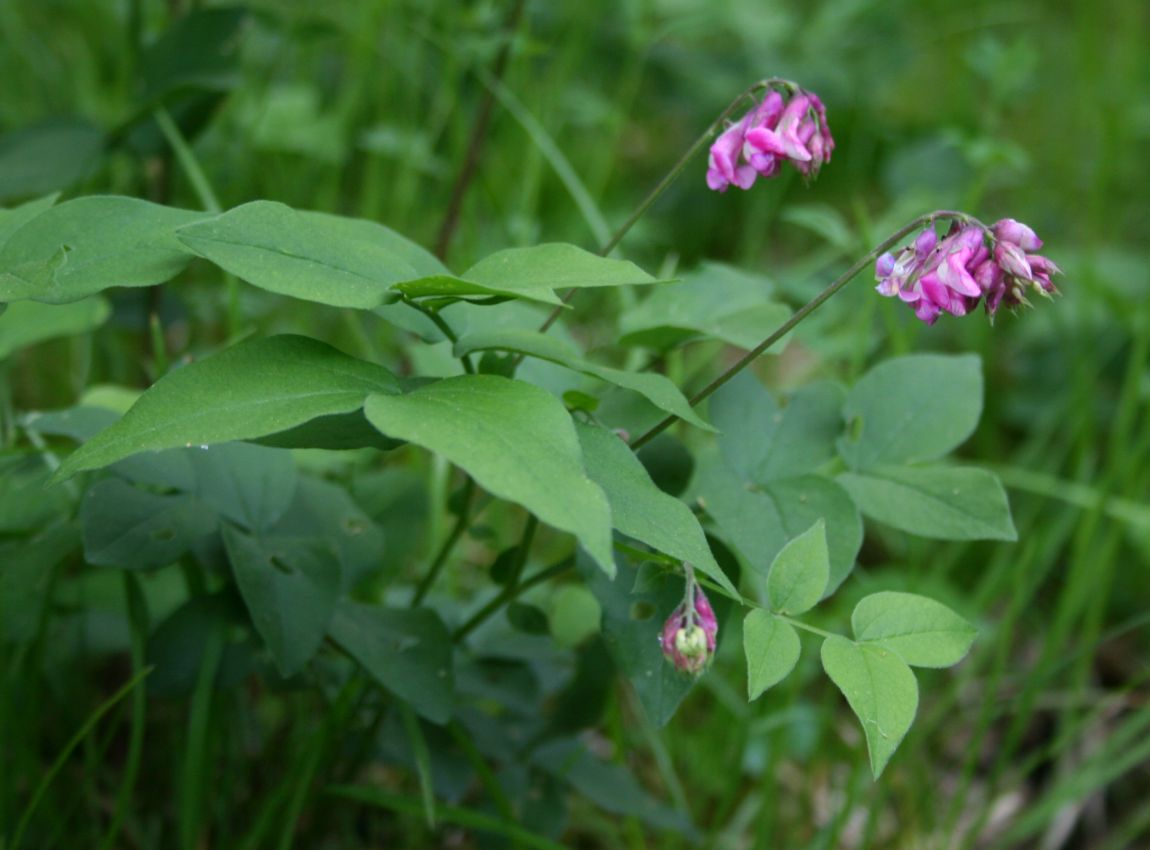